# Cribragapanthia scutellata
Cribragapanthia scutellata är en skalbaggsart som beskrevs av Maurice Pic 1903. Cribragapanthia scutellata ingår i släktet Cribragapanthia och familjen långhorningar.
Artens utbredningsområde är Burma. Inga underarter finns listade i Catalogue of Life.